# George Popovici
George Popovici (n. 17 aprilie 1895, Chișineu-Criș) a fost un delegat în Marea Adunare Națională de la Alba Iulia, organismul legislativ reprezentativ al „tuturor românilor din Transilvania, Banat și Țara Ungurească”, cel care a adoptat hotărârea privind Unirea Transilvaniei cu România, la 1 decembrie 1918.:p. 77

## Biografie
A fost fiul unui alt delegat de la Marea Adunare Nțională de la Alba Iulia, avocatul Dr. Gheorghe Popoviciu. A făcut liceul la Liceul de stat (maghiar), la Timișoara și Sibiu. În 1912 a început studiile la Facultatea de medicină din Budapesta, a fost secretar general și vicepreședinte al Societății Academice „Petru Maior” din Budapesta. A obținult doctoratul în medicină și chirurgie în anul 1919 la Budapesta. Ofițer al Gărzii Naționale Române (1918-1919), apoi ofițer (voluntar) al Armatei Române de la Tisa (1919). A făcut studii universitare în străinătate: ca bursier al Statului Român și al Fundației Rockefeller (1922, 1925, 1930 la Berlin, Heidelberg, etc.), a fost invitat la  Clinica Infantilă din Heidelberg pentru studii și cercetări (1930).

### Activitate profesională:
A fost „Preparator, Asistent, Șef de lucrări al Clinicei Infantile din Cluj și Heidelberg și al Institutului de Farmacologie din Cluj (1919-32). Inspector de azile de copii, Director de azil și spital (1920-23). Docent al Facultății de Medicină din Cluj (din 1926). Șef de secție  al Institutului de Igienă și Sănătate Publică (1929-40). Director al Institului de Puericultură Ministerul Săndtiții (din 1940). Suplinitor al Catedrei de Fiziologie (1932-33). Titular al aceleiași catedre (1933-1935). Suplinitor al Catedrei de Farmacologie (1935-1939). Titular al Catedrei de Clinică Infantilă și Puericultură de la 1 martie 1935.

### Titluri științifice:
Membru al Societății Internaționale de bilogie, al Societății de Chimie biologică (Paris), al Asociației lnternaționale de Pediatrie, al Asociaței Internaționale pentru Protecția Copiilor (Paris-Bruxelles), al Asociației lnternaționale pentru Protecția Copiilor Deficienți (Ziurich), al Asociației Internaționale de Pediatrie Preventivă (Geneva), al Societății Germane de Pediatrie, al Asociației Internaționale de Transfuzie Sanguină. Membru in Comitetul de Redacție la Annales Paediatrici (Basel), „Nipiologia" (Neapol), etc.  Membru (delegat al forurilor țtiințifice românești și străine la diferite congrese internaționale și naționale de medicină, etc. (pediarie, fiziologie, ocrotirea copilului, etc.). Membru pe viață al Astrei, Vicepreședinte și Președinte al Societății științelor Medicale Cluj (Sibiu), Președinte și Fondator al Societății de Pediatrie, Puericultură și Nipiologie, Director și Fondator al Revistei de Pediatrie, Puericultură și Nipiologie. Comandor al Coroanei României. Premiat al Academiei Române, al Comisiei de Igienă, Secția Mamei și Copilului de la Societatea Națiunilor. Director al Anchetei Internaționale asupra Cauzelor Mortalității Infantile, etc. A scris peste 300 de lucrări științifice privind clinica și terapia infantilă, ocrotirea și igiena copilului, combaterea mortalității infantile, în special: problema ionilor, hormonilor, tetania, sistemul vegetativ nervos, acțiunile fazice, metabolsimul mineral, metabolismul, etc.”

## Activitatea politică

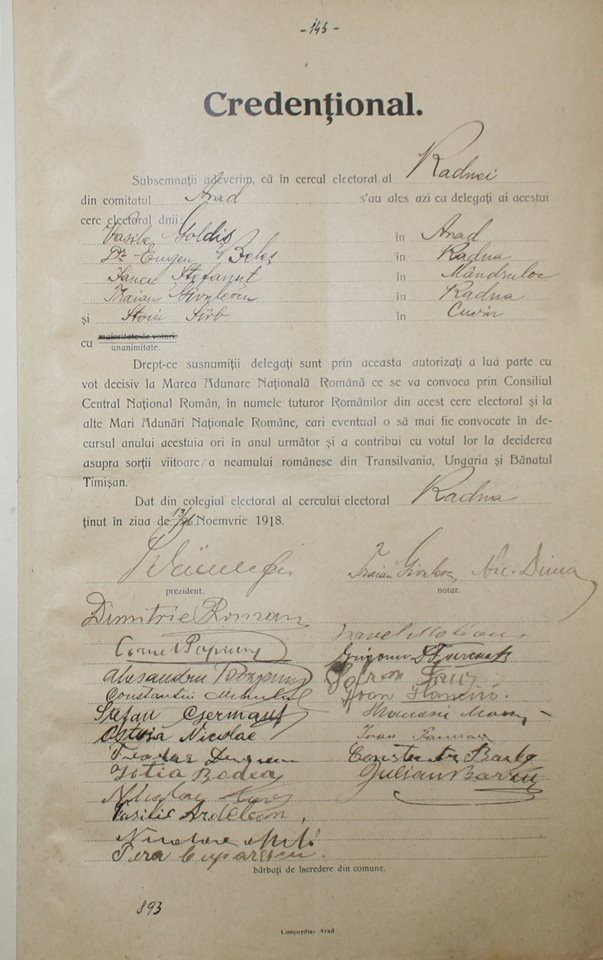
Credențional

A fost delegat al Societății Academice „Petru Maior” din Budapesta,  la  Marea Adunare Națională de la Alba Iulia.